# جان إيف بلرين
جان إيف بلرين (بالفرنسية: Jean-Yves Pellerin)‏ هو متسابق يخت فرنسي، ولد في 29 أكتوبر 1948.

## وصلات خارجية
- جان إيف بلرين على موقع أوليمبيديا (الإنجليزية)